# Детињство (роман)
Детињство (рус. Детство) је роман Максима Горког из периода 1913-1914. године.

## Кратак садржај
Након што му отац премине, Аљоша са мајком одлази код деде. Његов деда Каширин, имућни занатлија и власник бијаџијске радње, успоставља најамничке односе чије су жртве радници Григорије и Циганок. Тај однос повезан је са атмосфером која је владала у кући и његовој животној средини. Окрутност дединих схватања и поступања главно је обиљежје његовог карактера. Бака је истински добра особа и пуна љубави. После извесног времена мајка га напушта, и Аљоша остаје сам са баком и дедом. Варвара, Аљошина мајка, касније налази новог мужа и са сином одлази у Москву.
У овој књизи су приказани израбљивање, глад, просјачење, немилосрдно батинање одраслих и деце и друге негативне појаве из времена пишчевог детињства.